# نورالدین اسنوی
ابراهیم بن هبةالله بن علی حِمیَری لقب‌گرفته به نورالدین و شهرت‌یافته به نورالدین اِسنَوی (؟ -۱۳۲۱م) قاضی و فقیه شافعی مصری بود. از اهالی اسنا بود، همچنین به او اَسنایی گفته می‌شود. چندین بار به منصب قضاوت کل رسید. در قاهره درگذشت. شرح المنتخبدر اصول فقه، نثر الفیهٔ ابن مالک در نحو و الوجیز در فقه از آثار اوست.